# Stadion am Panzenberg
Das Stadion am Panzenberg, auch bekannt als Panzenbergstadion, ist ein Fußballstadion in Utbremen, einem Ortsteil des Bremer Stadtteils Walle. Der Bremer SV trägt hier seine Heimspiele aus.

## Lage und Ausstattung
Das Stadion liegt südlich eines Wohngebietes im Bremer Stadtteil Walle. Östlich des Stadions verläuft die Bundesstraße 6, südlich des Stadions befinden sich mehrere Nebenplätze sowie die Anlage des TV Bremen-Walle. Die Spielstätte bietet 5000 Plätze, davon rund 320 überdachte Sitzplätze. Die Spielfläche des reinen Fußballstadions besteht aus Naturrasen. Entlang der Längsseiten befinden sich mehrere Stehstufen. Eine Flutlichtanlage existiert nicht. Auf dem Gelände befindet sich auch die Vereinskneipe des Bremer SV Halbzeit.

## Geschichte
Die Anlage wurde 1963 eröffnet. Es wurde die neue Heimspielstätte des Bremer SV, der gerade in die seinerzeit zweitklassige Amateurliga Bremen abgestiegen war. In der Saison 1961/62 spielte der Bremer SV in der seinerzeit erstklassigen Oberliga Nord, wich aber in das größere Weserstadion aus. Nach dem Aufstieg in die zweitklassige Regionalliga Nord im Jahre 1965 dachte der Verein erneut über einen Wechsel in das Weserstadion nach. Da Werder Bremen gleichzeitig deutscher Meister wurde und nun vor Europapokalspielen stand, unterstützte Werder den Bremer SV beim Bau einer überdachten Sitzplatztribüne. Gleichzeitig wurden auch neue Umkleidekabinen und Vereinsräume gebaut, die 1967 eröffnet wurden. 1974 wurde der Zuschauerrekord aufgestellt, als am letzten Spieltag der Landesliga Bremen der Spitzenreiter Bremer SV den ein Punkt dahinter liegenden Blumenthaler SV empfing. Vor 7.500 Zuschauern gewannen die Gäste mit 3:0 und stiegen in die neugeschaffene, drittklassige Oberliga Nord auf.
Anfangs musste der Bremer SV das Stadion am Panzenberg noch mit dem MTV von 1875 und dem TV Doventor teilen. In der Saison 1971/72 wich der Polizei SV Bremen für seine Heimspiele in der Regionalliga Nord in das Stadion am Panzenberg aus, da die heimische Bezirkssportanlage Süd nicht regionalligatauglich war. In den 2010er Jahren verschlechterte sich der Zustand des Stadions. Da der Panzenberg nicht mehr den Vorgaben des Deutschen Fußball-Bundes entspricht, musste der Bremer SV seine DFB-Pokalspiele woanders austragen, wie zum Beispiel gegen Eintracht Braunschweig im Weserstadion Platz 11 oder gegen Eintracht Frankfurt bzw. den SV Darmstadt 98 im Sportpark am Vinnenweg.